# 多馬阿亨克羅
多馬阿亨克羅（英語：Dormaa Ahenkro），簡稱多馬（Dormaa），為迦納南部的城市，同時也是中多馬區的首府。2010年人口普查中該城市有37,455人。

## 地理

### 位置
多馬阿亨克羅位於博諾大區，距象牙海岸約15公里。

## 醫療衛生
多馬長老醫院（Dormaa Presbyterian Hospital，坐落於此，1955年設立。

## 體育

### 體育場
- 阿傑曼巴杜體育場

### 足球俱樂部
- 阿杜亞納星足球俱樂部（英语：Aduana Stars）。

## 資料來源
1. 1 2  Ghana Statistical Service; 2010 Population & Housing Census, District Analytical Report, Dormaa Municipality （页面存档备份，存于）. Ghana Statistical Service，2015-10-01
2. 1 2  .   [2016-01-04]. （原始内容存档于2016-03-04）.